# Nedrick Young
Pour les articles homonymes, voir Young.
Nedrick Young est un acteur et un scénariste américain né le 23 mars 1914 à Philadelphie (Pennsylvanie) et mort le 16 septembre 1968 à Los Angeles (Californie).

## Biographie
Nedrick Young fait des études à l'Université Temple à Philadelphie, mais il doit les arrêter prématurément en 1931 à la mort de son père. Il devient alors acteur, au théâtre à Broadway et au cinéma. Après la guerre, il obtient des premiers rôles dans des films de série B et commence à écrire des scénarios. Il est ensuite pris sous contrat comme acteur par la Warner.
Un jour il est cité à comparaître devant la Commission sur les activités non-américaines, mais invoque le 5e amendement pour refuser de dire s'il est communiste. Warner dès lors ne renouvelle pas son contrat et il se retrouve alors obligé à prendre de petits boulots, barman ou vendeur de bagages.
À la fin des années 1950, il écrit le scénario de La Chaîne, avec Harold Jacob Smith, mais est obligé de le faire sous le pseudonyme de Nathan E. Douglas, et c'est sous ce nom qu'il viendra chercher son Oscar.
Il tentera, avec d'autres, de faire condamner la Motion Picture Association of America et diverses sociétés de production et de distribution pour violation de la loi anti-trust, mais sans succès.
En 1993, sa veuve, Elizabeth MacRae (en), demande que soit rétabli son nom dans les nominations et les récompenses aux Oscars. Elle obtient satisfaction en juin de la même année,.

## Filmographie

### comme acteur
- 1942 : Bombs Over Burma de Joseph H. Lewis : Slim Jenkins
- 1943 : Ladies' Day (en) de Leslie Goodwins : Tony D'Angelo
- 1943 : Créature du diable de Sam Newfield : Dr. David Bentley
- 1946 : The Devil's Playground (en) de George Archainbaud : Curly Evans (as Ned Young)
- 1946 : Gay Blades (en) de George Blair : Gary Lester
- 1947 : Le Mystérieux Visiteur (en) de George Archainbaud : Ralph Baxter
- 1948 : Le Chevalier belle-épée de Henry Levin : Sergent Martine
- 1948 : Le Manoir de la haine de Joseph H. Lewis : Bruce Glowan
- 1949 : Incident de frontière de Anthony Mann : Happy (non crédité)
- 1949 : La Fille des prairies de George Sherman : Parsons (non crédité)
- 1950 : La Dame sans passeport de Joseph H. Lewis : Harry Nordell
- 1950 : Ma brute chérie de Alexander Hall : Rocky (non crédité)
- 1950 : Le Démon des armes de Joseph H. Lewis : Dave Allister
- 1951 : Inside Straight (en) de Gerald Bayer : un comptable (non crédité)
- 1952 : La Maîtresse de fer de Gordon Douglas : Henri Contrecourt
- 1952 : La Mission du commandant Lex de André De Toth : Sergent Poole (non crédité)
- 1952 : Aladdin and His Lamp de Lew Landers : Hassan
- 1952 : Retreat, Hell! (en) de Joseph H. Lewis : Sergent Novak
- 1953 : The Eddie Cantor Story (en) de Alfred E. Green : Jack (non crédité)
- 1953 : So This Is Love de Gordon Douglas : Harry Corbett (non crédité)
- 1953 : L'homme au masque de cire de André De Toth : Leon Averill (non crédité)
- 1953 : Capitaine Scarlett de Thomas Carr : Pierre DuCloux
- 1953 : Catherine et son amant de Gordon Douglas : Rafferty
- 1954 : Chasse au gang de André De Toth : Gat Morgan
- 1958 : Terreur au Texas de Joseph H. Lewis : Johnny Crale
- 1958 : La Chaîne de Stanley Kramer : le gardien de prison dans le camion (non crédité)
- 1966 : L'Opération diabolique de John Frankenheimer : Henry Bushman

### comme scénariste
- 1946 : La Rapace de Jack Bernhard
- 1947 : Joe Palooka in the Knockout de Reginald Le Borg
- 1948 : Rusty Leads the Way de Will Jason (en)
- 1951 : La Caravane des évadés de Lewis R. Foster
- 1957 : Le Rock du bagne de Richard Thorpe
- 1958 : La Chaîne de Stanley Kramer (crédité à l'origine Nathan E. Douglas)
- 1960 : Procès de singe de Stanley Kramer (crédité à l'origine Nathan E. Douglas)
- 1964 : Le Train de John Frankenheimer et Bernard Farrel
- 1968 : Shadow on the Land (téléfilm)

## Distinctions

### Récompenses
- Oscars du cinéma 1959 : Oscar du meilleur scénario original pour La Chaîne, conjointement avec Harold Jacob Smith

### Nominations
- Oscars du cinéma 1961 : Nomination pour l'Oscar du meilleur scénario adapté (Procès de singe)